# 埜田神社
埜田神社（のだじんじゃ）は、埼玉県川越市の神社。

## 歴史
1489年（延徳元年）に創建された。その後天文年間（1532年 - 1555年）に、開拓者の田島家の氏神となった。
1872年（明治5年）、近代社格制度に基づく「村社」に列せられ、1907年（明治40年）の神社合祀により周辺の2社が合祀された。その際に現在地に移転した。なお、当地の地名は「野田町」であるが、社名が「埜田（のだ）」なのは、神社合祀の際に現在の同市上野田町の神社を合祀したので、「野」が二つ重なるということで「埜」にしたのだという。

## 交通アクセス
- 川越市駅より徒歩13分